# Benjamin Henrichs
Benjamin Henrichs (Bocholt, 23 de fevereiro de 1997) é um futebolista alemão que atua como lateral-direito ou meio-campista. Atualmente joga no RB Leipzig.

## Títulos
RB Leipzig
- Copa da Alemanha: 2021–22 e 2022–23
- Supercopa da Alemanha: 2023

Alemanha
- Copa das Confederações FIFA: 2017

### Prêmios individuais
- Medalha Fritz Walter Sub-19 de Ouro: 2016
- 56º melhor jogador sub-21 de 2016 (FourFourTwo)[2]
- Equipe do torneio do Campeonato Europeu Sub-21 de 2019[3]